# Phaonia xianensis
Phaonia xianensis este o specie de muște din genul Phaonia, familia Muscidae, descrisă de Xue și Cao în anul 1989. Conform Catalogue of Life specia Phaonia xianensis nu are subspecii cunoscute.